# Pierre-Louis Farnèse
Pour les autres membres de la famille, voir Maison Farnèse. Pour le père du pape Paul III, voir Pierre Louis Farnèse (1435).
Pierre Louis Farnèse (en italien : Pier Luigi Farnese), né le 19 novembre 1503 à Rome et mort le 10 septembre 1547 à Plaisance, est le premier duc de Castro et le premier duc de Parme et Plaisance.

## Biographie

### La jeunesse
Pierre Louis est le fils aîné du cardinal Alexandre Farnèse, le futur pape Paul III, et de Silvia Ruffini, une dame romaine avec qui il a trois autres enfants : Costanza, Paolo et Ranuccio. Pierre Louis est légitimé ainsi que son frère Paolo en 1505 par le pape Jules II. Cette origine non légitime tourmente Pierre Louis toute sa vie. Pour le désigner les nobles de Plaisance, qui le détestent, l'appellent avec mépris « le bâtard du pape ».
Son père lui choisit comme précepteur un très grand humaniste Baldassarre Malosso de Casalmaggiore surnommé Tranquillus. Pierre Louis, dès son plus jeune âge, est connu pour son caractère difficile que son précepteur n’arrive pas à juguler. Il manifeste très tôt des instincts belliqueux. Les ingénieurs de son père lui communiquent l'amour des fortifications. Alexandre veut faire de lui un grand personnage et il recherche un mariage qui donnera une alliance la plus avantageuse. Il décide qu'il doit épouser Gerolama Orsini, fille de Ludovico, comte de Pitigliano. En 1513, le contrat des fiançailles est scellé et en 1519, leur mariage est célébré à Valentano. Gerolama se révèle une épouse fidèle et dévote, acceptant avec dignité les excès, la brutalité et les extravagances de son mari.
En raison des retards de la construction du palais de Gradoli, Pierre Louis et la jeune épouse s'installent dans le château de Valentano. L'année suivante, leur premier enfant Alexandre Farnèse naît, il est le « Gran Cardinale ».
La vie tranquille ne peut retenir son esprit guerrier aussi rapidement il choisit le métier de la famille, le métier des armes.

### La carrière militaire
Comme tous les condottière de cette époque, il est impliqué dans différentes opérations à la solde de seigneurs les plus divers. Il se bat parfois contre sa propre famille et donc le pape, abandonnant la traditionnelle position guelfe des Farnèse. Il se signale par sa cruauté, mais aussi son réel courage dans les combats.
En 1520, à dix sept ans, Pierre Louis, et son frère Ranuccio, sont déjà des mercenaires à la solde de la république de Venise. Le cardinal Alexandre leur laisse suivre cette voie pour approfondir leur apprentissage dans une armée disciplinée qui ne crée pas d'ennuis au pape. Le tempérament guerrier de Pierre Louis n'est pas suffisamment assouvi avec les troupes vénitiennes. Il passe au service de Charles Quint et participe à la prise de Rome et à l'impitoyable sac de la ville qui s'ensuivit, en 1527. Alors que Ranuccio se retire au château Saint-Ange pour défendre le pape Clément VII, Pierre Louis passe le pont Sisto et prend son quartier général dans le palais familial, le sauvant ainsi de la dévastation. Certains accusent les Farnèse de s'être opportunément divisés dans les deux camps adverses mais le pape Clément VII ne souscrit pas à cette interprétation.
Le paiement de ce qu'ils exigent, et la peste, qui sévit de façon endémique à Rome depuis l'été 1527, entraînent le départ des derniers lansquenets et soldats espagnols en février 1528. Pierre Louis, au lieu de les suivre, se met à battre la campagne romaine commettant de nombreuses exactions, qui lui valent d'être excommunié par Clément VII.
La situation devient intolérable pour le cardinal Alexandre Farnèse, son père. Il entame une patiente œuvre de rapprochement entre son fils et le pape. En 1528, Pierre Louis, toujours à la solde de l’empereur, se rend dans les Pouilles combattre une armée française dans laquelle se trouve son cousin Galeazzo de la branche de Latera, mais surtout son frère Ranuccio qui meurt au cours des combats. En cette occasion, il se distingue pour sa ténacité dans la défense de Manfredonia.
Après la mort de Ranuccio, Pierre Louis, sous la vigilance de son père, reconnaît ses fautes, implorant et obtenant le pardon du pape. L'excommunication est levée en 1529.
La même année, le condottière passe à la solde de Philibert de Chalon, prince d'Orange et combat la république de Florence. Cette guerre est soutenue aussi par le pape qui y voit le moyen de ramener la cité sous le contrôle des Médicis. Là aussi, lors du siège de Florence, Pierre Louis donne libre cours à ses pires instincts et il est destitué de son commandement. Il ne lui reste qu’à se réfugier dans son fief à Valentano, où l’attendent Gerolama et ses enfants. Durant les années qui suivent, il consacre toute son énergie à l'amélioration de ses domaines familiaux dans le Latium, organisant des chasses et aménageant un réseau routier qui augmenta les échanges économiques.

### L'élection de Paul III
En octobre 1534, le père de Pierre Louis, le cardinal Alessandro Farnèse, accède au trône de Saint Pierre sous le nom de Paul III. Au château de Valentano, de grandes fêtes sont organisées avant que Pierre Louis abandonne les plaisirs de la vie familiale et se rende à Rome. Le premier acte du nouveau pontife est la nomination comme cardinaux du fils de Pierre Louis, alors âgé de 14 ans, Alexandre, et du fils de sa fille Costanza Farnèse, Guido Ascanio Sforza di Santa Fiora.
En politique extérieure, le nouveau pape observe la règle de l'équilibre entre la France et le Saint-Empire. Charles Quint laisse entrevoir qu'il donne volontiers à Pierre Louis la ville de Novare. Paul III, au contraire, accepte pour son fils une pension annuelle et pour son petit-fils, Alexandre, le riche archevêché de Monreale en Sicile.
Souhaitant accélérer l'affaire de Novare, Pierre-Louis intervient directement dans les négociations de la chancellerie pontificale. Dans le même temps, il envahit les terres de Farnèse spoliant sa cousine Isabella Anguillara, veuve de son cousin Galeazzo. Contrarié par ce comportement, le pape exige de son fils un repentir. Il le laisse alors poursuivre les négociations, mais dans un cadre très précis. Novare et les territoires avoisinants sont érigés en marquisat en faveur de Pierre-Louis qui pour l'investiture officielle doit attendre février 1538.
Entre-temps la charge de gonfalonnier de l'Église est devenue vacante. Sous la pression des incursions des pirates qui remontent le Tibre, Paul III se laisse convaincre que son fils, est la personne idoine pour remplir cette fonction. Il la lui confère le 1er février 1537, dans la basilique Saint-Pierre. Pierre-Louis débute immédiatement par un voyage dans les États pontificaux faisant plier facilement toutes les résistances et rejoignant triomphalement Plaisance.
C'est au cours de ce voyage que les témoignages les plus sordides de sa vie de condottière nous parviennent. Ses contemporains laissent de nombreux récits de sa sexualité effrénée. L'outrage de Fano est celui qui le fait considérer comme un être diabolique. Le fait est reporté dans Storia fiorentina de Benedetto Varchi (1503-1565). À l'occasion d'une expédition dans les forteresses des Marches, Pierre-Louis se rend à Fano où il est reçu avec tous les honneurs par l'évêque du lieu Cosimo Gheri, un jeune homme âgé d'une vingtaine d'années. Le jour suivant, Pierre Louis rencontre de nouveau l'évêque et manifeste ses intentions, l'évêque se défend. Pierre Louis le fait attacher et, sous la menace d'un poignard, il le viole. Ne supportant pas cette humiliation, l'évêque meurt quelques semaines plus tard de maladie. Certains estiment que le jeune homme est empoisonné par Pierre Louis afin de dissimuler son forfait. Néanmoins ce récit sont à prendre avec précaution, et est qualifié de calomnie par certains auteurs contemporains.

### Le duché de Castro
Entre-temps, le patrimoine du grand-père Ranuce Farnèse, partagé à sa mort, se retrouve dans les mains de Paul III qui l'augmente avec le vicariat, cum pacto redimendi, et des terres de Ronciglione. Pierre Louis reçoit en outre les terres de Montalto di Castro avec le droit d'en exporter le grain sans payer de taxes. Il obtient tous les droits féodaux sur Canino, Gradoli, Valentano, Latera et Marta échange la ville de Frascati contre la forteresse de Castro et le château de Grotte di Castro. Il achète enfin Bisenzio au diocèse de Montefiascone.
Après avoir concédé aux descendants de Bartolomeo, frère de Ranuce Farnèse, les fiefs de Latera et Farnese, formant un duché sous la juridiction de l’Église, le pape érige en faveur de Pierre Louis et de son fils Octave le duché de Castro.
Ce duché est un véritable État à l'intérieur du patrimoine de saint Pierre. Il comprend les cités de Castro, Montalto di Castro, Canino, Musignano, Ponte della Badia, Tessennano, Arlena di Castro, Cellere, Pianiano, Ischia di Castro, Valentano, Marta, Piansano, l'Isola Martana e l'Isola Bisentina, Capodimonte, Bisenzio, Gradoli, Grotte di Castro et Borghetto ; il est baigné par la mer Tyrrhénienne et par le lac de Bolsena, et est frontalier avec les territoires de Viterbe, Orvieto et Sienne. Ce duché possède des forêts, des vignes, des terres fertiles et un grand nombre de forteresses que Pierre Louis va faire réaménager et consolider. Afin de transformer Castro en véritable capitale de son nouvel État, le duc fait appel à Antonio da Sangallo le Jeune à qui il confie la reconstruction de la ville (après son saccage en 1527) et notamment la citadelle et le palais ducal.
Lors du consistoire du 14 mars 1537, le pape, en plus de la création du nouveau duché, offre à son fils les villes de Nepi et Ronciglione. En 1538, son fils Octave épouse Marguerite de Parme, fille de Charles Quint, consolidant ainsi l'amitié entre la famille Farnèse et l'empereur. En 1543, son fils âgé de douze ans Horace est envoyé à la cour du roi de France François Ier et en 1545, son autre fils, Ranuccio est fait cardinal par Paul III.

### Le duché de Parme et Plaisance
L’ambitieux Pierre Louis ne se contente pas de ce petit duché à l'intérieur des États pontificaux. Il ambitionne quelque chose de plus grand et de plus autonome à l'égard de l'Église. Il songe au duché de Milan, à la ville de Sienne ou à Plaisance.
Le pape, après le refus net de Charles Quint de donner le duché de Milan à Pierre Louis, décide d'agir séparément. Il s'appuie sur une clause du congrès de Mantoue de 1511 qui a aménagé une zone d'investiture pontificale dans le duché de Milan en contrepartie de sa rétrocession à la famille Sforza. Cet article est néanmoins devenu caduc quelques années plus tard du fait de la conquête française de l'ensemble du duché de Milan dans ses frontières d'avant 1511. Le tout est réglé en 1516 par la rétrocession formelle de Parme et Plaisance au duc de Milan. Paul III constitue donc ce fief de toutes pièces. Dans le même temps, il retire Camerino à Octave et Pierre Louis. La proposition d'investiture est faite au cours du consistoire du 12 août 1545 et le vote intervient le 17 août, après d'âpres discussions. Après que le camerlingue, Guidascanio Sforza, démontre que Parme et Plaisance rapportent 7 500 ducats par an alors que Camerino rapporte 10 000 ducats, le vote s'avère favorable à la décision de Paul III qui oblige Pierre Louis à payer une rente annuelle de 9 000 ducats à la chambre apostolique et à céder le duché de Castro à Octave, le faisant ainsi reconnaître vassal de l'Église.
La dépendance féodale du duché de Parme et Plaisance envers le Saint-Siège va constituer pour des siècles, et encore au congrès de Vienne, un motif de revendication de la part de la curie romaine et de disputes entre celle-ci et les États des Bourbons, après le passage de Parme à la maison de Bourbon.
Le duc prend possession de ses États par la force le 23 septembre 1545. Le pape a en effet réussi l'exploit d'investir son fils d'un fief qu'il ne tient ni en droit ni en fait. Pierre Louis n'en témoigne aucune reconnaissance au pape, s'en attribuant le seul mérite. Il cherche à devenir vassal de l'empereur mais celui-ci, outré de voir son duché de Milan amputé d'un bon quart au sud-est, refuse de reconnaître ce nouvel État et d'en investir Pierre Louis.
Le nouveau duc de Plaisance décide l'ouverture de collèges universitaires enseignant la médecine, le droit et la littérature grecque et latine. Il ordonne la construction de nouvelles voies de communication pour favoriser le commerce. Il réforme le système administratif et judiciaire en s'inspirant de l'exemple milanais. Il développe le service postal. Il donne une forte impulsion à l'agriculture supprimant la taxe sur le bétail, encourage l'industrie et le commerce. Afin d'assainir et de rationaliser la gestion les finances, il assujettit tous les habitants aux paiements de taxes et supprime les exemptions injustifiées. Dans ce but, il ordonne aux prêtres de recenser tous les paroissiens de 10 à 70 ans. Dans chaque paroisse trois représentants élus de la population, un riche, un modeste et un pauvre, doivent recenser les biens mobiliers, immobiliers et le bétail de chaque paroissien.
Pour garantir la sécurité, Pierre Louis crée des légions composées de cinq compagnies de 200 fantassins et une garde personnelle. Il confie à Domenico Giannelli la construction de la forteresse de Plaisance. Le plan est soumis à l'appréciation de Antonio da Sangallo le Jeune et de Michel-Ange, qui l'approuvent avec peu de modifications le 11 novembre 1545. La nouvelle forteresse doit être un bastion contre les Espagnols et un avertissement contre ceux qui critiquent la politique de réforme de Pierre Louis. Le duc sait, en effet, que les nobles le détestent et que la bourgeoisie et le peuple ne l'aiment guère. Pour avoir un contrôle de la situation, il impose à ceux qui disposent d'un revenu supérieur à 200 ducats de résider en ville, sous peine de perdre leurs biens.
Toutes ces précautions ne sont pas inutiles car Charles Quint, devenu hostile au pape, n'apprécie pas la cession du duché à Pierre Louis. À cause de cette rupture, les fractions guelfes composées du pape, de la France, de Venise, de Parme et de Ferrare et gibelines avec l'empereur, l'Espagne, Gênes, les Médicis et les Gonzague, commencent à se reformer.

### La conjuration de Plaisance et la mort tragique
En 1547, a lieu la conjuration de Gian Luigi Fieschi contre Andrea Doria, qui gouverne Gênes. Fieschi, soutenu par le pape Paul III, échoue dans sa tentative de renversement et y trouve la mort. Ses complices parviennent toutefois à assassiner sauvagement le neveu d'Andrea Doria, Gianettino Doria, héritier du grand amiral.
Andrea Doria, allié de l'empereur, décide de se venger. Les frères Fieschi sont traqués, arrêtés, torturés et finalement exécutés. Reste à punir le pape ou, à défaut, sa famille. Pierre Louis Farnèse devient la cible désignée. Les autorités espagnoles de Milan se chargent de l'exécution du complot. Ferdinand Ier de Guastalla, gouverneur de Milan, apprend que l'empereur veut s'approprier le duché de Parme et Plaisance à la mort du pape, décide de frapper.
Gonzague commence par espionner Pierre Louis, qu'il déteste, et à envoyer des rapports à Charles Quint, à Madrid. Pierre Louis, conscient qu'à la mort de son père la tempête va s'abattre sur lui, organise ses alliances. Le 4 juin 1547 il marie sa fille Victoire Farnèse au duc d'Urbino, Guidobaldo II della Rovere et, à la fin du même mois, il fait établir un contrat de fiançailles entre son fils Horace et la fille du roi de France Henri II, Diane de France. Il poursuit aussi les travaux de fortification de son duché.
Charles Quint laisse les mains libres à Don Ferrante pour organiser une conjuration contre le duc. Déjà le marquis Pallavicini de Cortemaggiore, exilé à Crema, offre son épée et celles de ses amis à Gonzague. Mais, celui-ci refuse parce qu'ils sont sous étroite surveillance des espions de Pierre Louis. Il préfère se fier à son lointain parent Luigi Gonzague, seigneur de Castiglione delle Stiviere, et au beau-frère de celui-ci, le comte Giovanni Anguissola (it). Ce dernier Anguissola réussit à convaincre le comte Agostino Landi, le marquis Giovan Luigi Confalonieri et les marquis Girolamo et Alessandro Pallavicini, issus de nobles familles de Parme, de se joindre au complot.
Le 10 septembre 1547, alors que Pierre Louis se trouve dans la vieille citadelle de Plaisance, il est poignardé à plusieurs reprises par le comte Anguissola. Le cadavre est présenté à la populace aux cris de Liberté et Empire avant de le jeter dans le fossé qui entoure la citadelle. Après ce meurtre, les troupes impériales, qui attendent à proximité, pénètrent dans le château. Le lendemain Don Ferrante Gonzaga en prend possession au nom de Charles Quint.
Après la mort de son fils, le pape réunit le consistoire et accuse Don Ferrante, réfutant les motivations qui justifient l’occupation de Plaisance. Après quoi, il déclare Octave Farnèse nouveau duc de Parme et nouveau gonfalonnier de l’Église.
Le corps de Pierre Louis est enterré à Plaisance dans une église, puis dans une autre avant d'être transféré à Parme auprès de sa famille. Il est définitivement inhumé dans le caveau familial sur l'île Bisentina du lac de Bolsena, où après leur mort, le rejoignent sa femme et son fils, le cardinal Ranuccio.
Paradoxalement, les conjurés ne sont pas punis pour ce crime, en dépit de l'excommunication de Paul III et du procès condamnant les assassins. Le comte Giovanni Anguissola continue à résider à Plaisance. Il participe activement à l'administration de la ville jusqu'en 1555 avant d'entrer au service de l'Espagne en tant que gouverneur de Pavie et Côme.

## Descendance
Pierre Louis Farnèse a de sa femme Gerolama Orsini, fille du comte de Pitigliano Ludovico Orsini, quatre fils et une fille :
- Alexandre (1520-1589), qui devient évêque de Parme et cardinal.
- Victoire (1521-1602), qui épouse Guidobaldo II della Rovere, duc d'Urbino.
- Octave (1524-1586), qui lui succède à la tête du duché.
- Ranuccio (1530-1565), lui aussi cardinal et archevêque de Naples.
- Horace (1532-1553), qui épouse Diane de France, fille naturelle du roi de France Henri II.

## Sources
- (it) Cet article est partiellement ou en totalité issu de l’article de Wikipédia en italien intitulé « Pier Luigi Farnese » (voir la liste des auteurs) du 8.12.2007.